# Пудра (фильм)
«Пудра» (англ. Powder) — американский фантастический художественный фильм 1995 года, поставленный режиссёром Виктором Сальвой. Фильм повествует о молодом человеке по прозвищу «Пудра», наделённом высоким интеллектом и даром к телепатии, который из-за отличной от других внешности постоянно сталкивается с людской злобой и непониманием.

## Сюжет
В женщину на последнем сроке беременности ударяет молния. По какой-то неведомой причине она умирает только в больнице, а ребёнок рождается живым. Он — Пудра — главный герой фильма, альбинос и обладает паранормальными способностями. В первые же минуты жизни Пудры от него отказывается отец. Далее его жизнь — непрерывная пытка среди людей, неспособных принять новое, боящихся и ненавидящих его только потому, что он не такой, как все остальные.

## В ролях
- Шон Патрик Флэнери — Джереми «Пудра» Рид
- Мэри Стинберджен — Джессика «Джей Си» Колдуэлл
- Лэнс Хенриксен — шериф Даг Барнум
- Джефф Голдблюм — Дональд Рипли
- Брэндон Смит — помощник Харли Дункан
- Брэдфорд Татум[англ.] — Джон Бокс
- Сьюзан Тайррелл — Максин
- Рэй Уайз — доктор Аарон Стриплер

## Награды
- «MTV Movie Awards» — Лучший актёрский дебют: Шон Патрик Флэнери
- «Gérardmer Film Festival» — Приз зрительских симпатий: Виктор Сальва